# Literatura LGBT de Cuba
La literatura LGBT de Cuba comprende las obras literarias escritas por autores cubanos que involucren tramas, temáticas o personajes que formen parte o estén relacionados con la diversidad sexual.

## Antecedentes

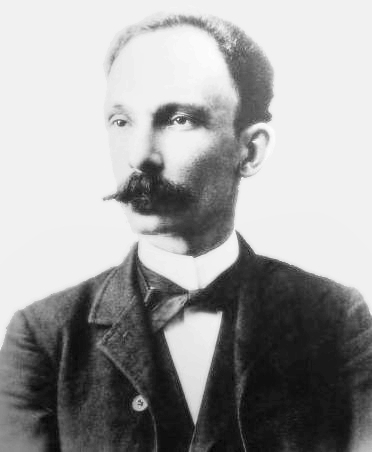
José Martí, autor de la novela Amistad funesta (1885).

Uno de los primeros escritores cubanos en abordar el homoerotismo fue el ensayista José Martí (1853-1895), quien lo trató de forma negativa en algunos textos periodísticos, como su artículo sobre el poeta Walt Whitman, o el ensayo «A Vindication of Cuba». La temática también aparece en su novela Amistad funesta (1885), cuya protagonista es Lucía, una mujer con características descritas como masculinas que cela en extremo a su prometido, en particular con una mujer de clase baja llamada Sol del Valle. De acuerdo a académicos como Emilio Bejel, los celos que siente Lucía son descritos empleando un lenguaje que demuestra que, más que una rivalidad, lo que siente por Sol es en realidad una intensa pasión. El final de la novela, que culmina con el asesinato de Sol a manos de Lucía, es utilizado por Martí de forma pedagógica para expresar su rechazo a las mujeres que no siguieran los roles asignados a su género ni se ajustaran a su idea de nación.

## SigloXX

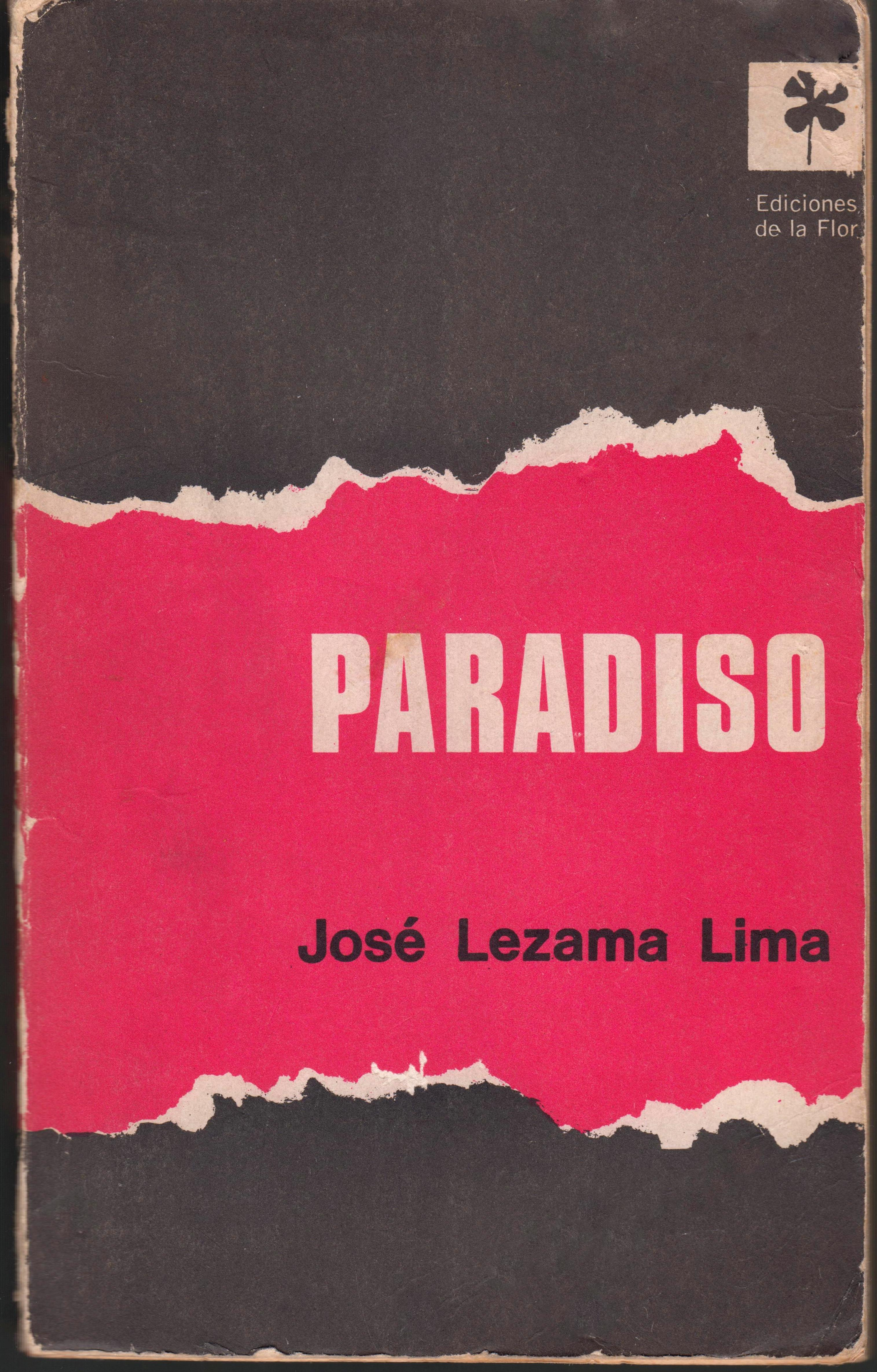
Portada de "Paradiso", de José Lezama Lima. Ediciones de la Flor, Argentina, 1968

Paradiso, la obra maestra del escritor José Lezama Lima, publicada en 1966, es una novela que aborda diversos temas complejos y profundos. Su proceso de escritura abarcó casi diecisiete años, con capítulos publicados en la revista Orígenes desde 1949 y redactada desde 1944 hasta 1956. La crítica ha elogiado su multidimensionalidad, que abarca desde tratados teogónicos hasta diálogos platónicos sobre el ser, el sexo y la conciencia. La novela también ha enfrentado críticas, especialmente por sus pasajes homoeróticos, lo que llevó al retiro de la novela de las librerías y a tensiones con el gobierno cubano. 
La literatura LGBT cubana tuvo un resurgimiento a partir de 1988, cuando se publicaron el cuento «¿Por qué llora Leslie Caron?», de Roberto Urías, y el poema «Vestido de novia», de Norge Espinosa, que posicionaron a la diversidad sexual como sus temas centrales. El cuento de Urías tiene como protagonista a una persona travesti que vive mantenida por su familia, bajo la angustia de no encontrar ocupación a causa del rechazo social por su identidad. El poema de Espisona, por su lado, retrata a un muchacho de características consideradas afeminadas que se muestra consciente de sus diferencias frente al resto de adolescentes varones de su edad, sin estar seguro de lo que le deparará la vida.

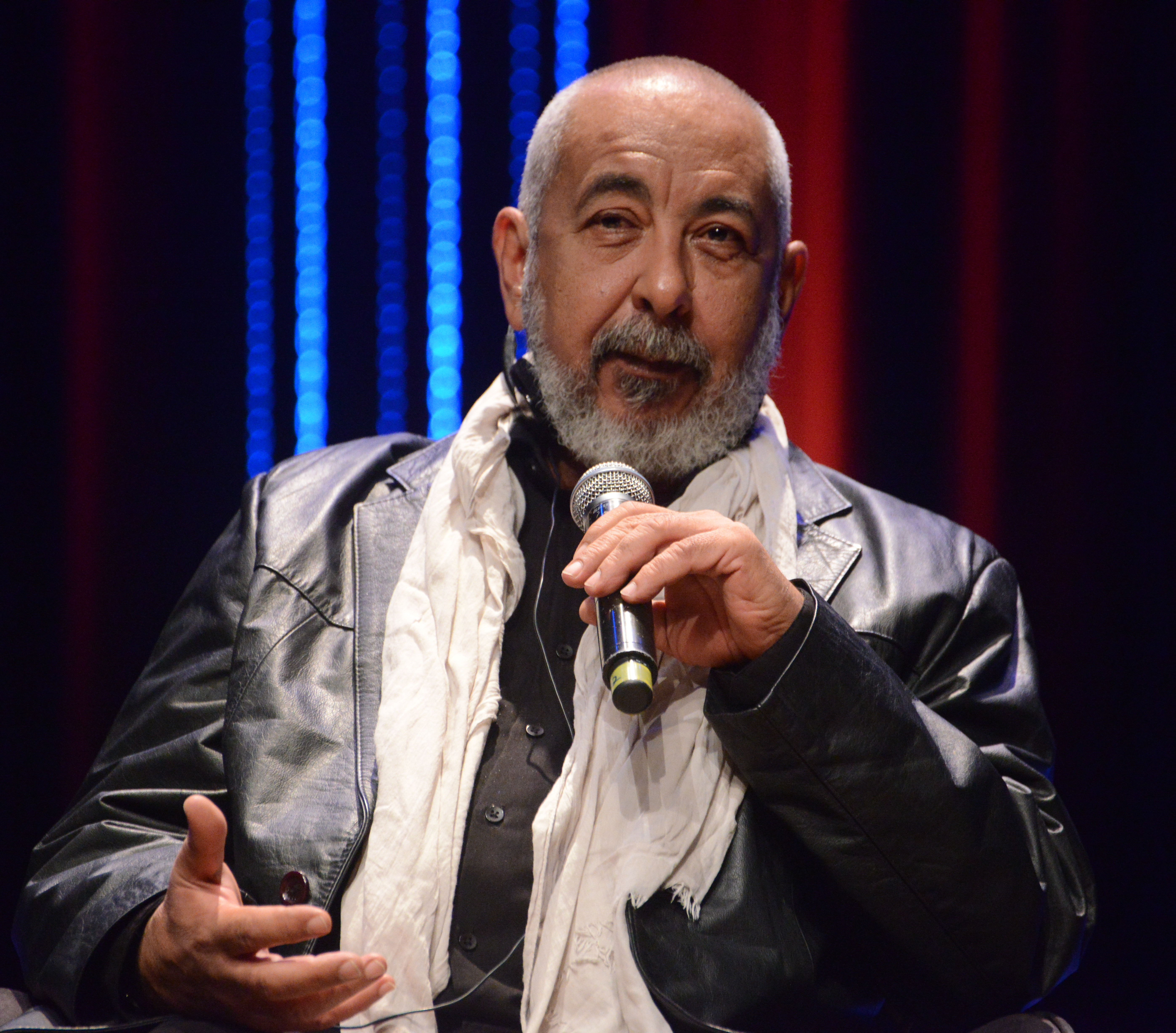
Leonardo Padura, autor del relato «El cazador» (1990).

La década de 1990 vio un auge de personajes LGBT en la narrativa cubana, que empezó a presentar a los mismos desde una perspectiva más simpatética. De este periodo fueron obras como el cuento «El cazador» (1990), de Leonardo Padura, que cuenta con un protagonista homosexual que no cae en los estereotipos de afeminamiento de hombres gais de la época y se muestra contrario a las relaciones sexuales anónimas. En su lugar, el protagonista busca una relación seria con Anselmo, un hombre con quien había tenido una relación anteriormente pero quien se había casado poco antes con una mujer. La decepción amorosa al no quedarse con Anselmo, lleva finalmente al protagonista a la depresión y a un posible suicidio.
El escritor y compilador cubano Michel García Cruz, reflexiona sobre este período:

Después de muchos años de secretismos, a partir de los años 90, exactamente desde la mitad de esa década, el sujeto ‘homosexual, diferente’ comenzó a verse con cierta normalidad en el panorama de las letras y el arte en general de la isla, después de la explosión que supuso una película como ‘Fresa y chocolate’, por ejemplo
Michel García Cruz, 9 de agosto de 2018 

En 1991, Senel Paz publicó el relato «El lobo, el bosque y el hombre nuevo», que había ganado el Premio Juan Rulfo el año anterior. Esta obra se posicionó como la representante por excelencia de la narrativa LGBT cubana de finales del siglo XX por su carácter de reflejo del debate público sobre las personas LGBT en el país, específicamente sobre su aceptación por parte de la sociedad en el contexto de la revolución cubana. El protagonista, Diego, es un hombre homosexual y religioso que, no obstante, se presenta como un patriota amante de la cultura cubana. Mediante este personaje, Paz refuta varias de las acusaciones hechas en años anteriores contra personas LGBT como justificación para su persecución, como su supuesta naturaleza «sobornable y traicionera». De este modo, Paz presenta a un personaje no tradicional, pero que aun así es parte funcional de la sociedad. Este debate fue amplicado con la película Fresa y chocolate (1993), adaptación del cuento.
En 1992, se publica Antes que anochezca, la autobiografía póstuma del escritor Reinaldo Arenas, en donde da cuenta sobre la persecución sufrida durante el gobierno de Fidel Castro por su condición de escritor y homosexual. En el año 2000, se estrena la película homónima dirigida por Julian Schnabel y en 2010 la ópera del mismo nombre realizada por el compositor cubano-estadounidense Jorge Martín.

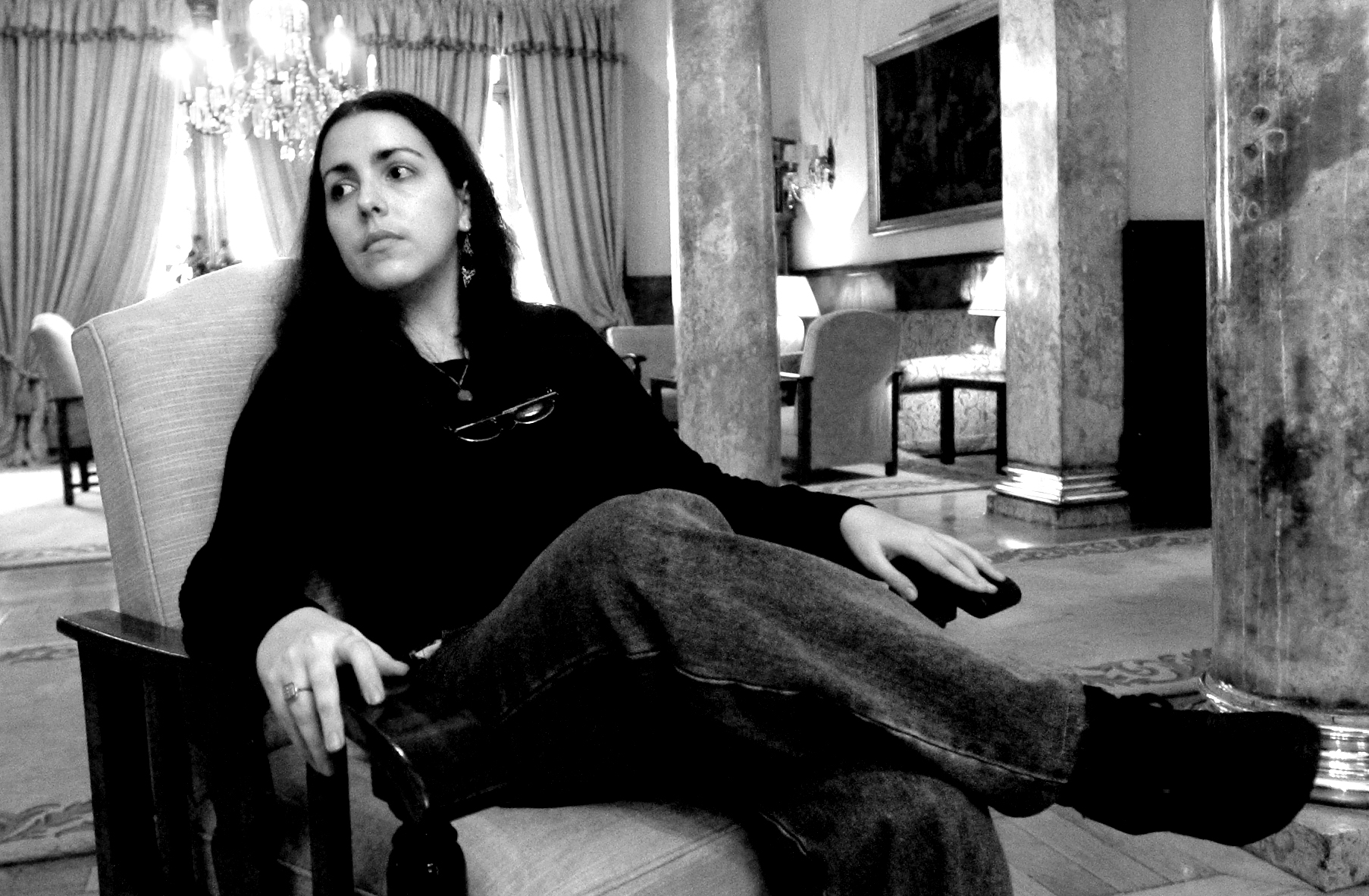
Ena Lucia Portela, autora de Una extraña entre las piedras (1999).

Cuentos frígidos (1998), de Pedro de Jesús López, es notable por incluir relatos como «Maneras de obrar en 1830», que fueron de las primeras obras cubanas con protagonistas homosexuales en que el conflicto central no estuviera relacionado con sus orientaciones sexuales, además de romper varios de los estereotipos comunes en la época en este tipo de personajes. En lugar de eso, López exploró temáticas como la soledad, los ideales, la efemeridad de las conexiones humanas y la búsqueda del amor. De similares características fueron la novela El pájaro: pincel y tinta china (1998) y el libro de cuentos Una extraña entre las piedras (1999), de Ena Lucía Portela. En el cuento que da el nombre a este libro, Portela narra la vida de una mujer cubana que se muda a Nueva York y se une a una comunidad lesbiana feminista, donde adquiere conciencia de género.

## SigloXXI
La literatura LGBT cubana de inicios del siglo XXI se caracterizó por un cambio en cuanto al enfoque de la temática, iniciado en 1998 por Pedro de Jesús López y Ena Lucía Portela. Mientras que en obras de años anteriores uno de los temas centrales era con frecuencia el conflicto causado por la actitud de la sociedad ante la orientación sexual o identidad de género de los personajes sexualmente diversos, en la literatura del nuevo siglo esto dejó de ser la temática preponderante y muchos personajes LGBT pasaron a ser representados en historias que no enfatizaban la diferencia de su diversidad sexual respecto al resto de la sociedad.
No obstante, algunas novelas tempranas continuaron abordando temáticas como la homofobia. Un ejemplo de ello es El paseante cándido (2001), novela de Jorge Ángel Pérez ganadora del Premio Cirilo Villaverde, cuyo protagonista se siente desarraigado de su familia por el rechazo a su homosexualidad, lo que lo lleva a sumirse en la marginalidad y adoptar una vida delictiva. Esta premisa se repite en El Monte de Venus (2001), de Mercedes Santos Moray, donde una muchacha llamada Elisa sufre constantes abusos verbales de su madre, quien no acepta su lesbianismo. El control opresivo de la madre, quien intenta obligar a Elisa a ser seguir una vida heterosexual, es relatado por la narradora en los siguientes términos:

Ella mata tus sentimientos, castra tu ternura. La escuchas en silencio, con los ojos sobre las baldosas. Quisieras rebelarte, pero no puedes gritarle que me amas, que fuiste tú quien me robó el sueño (...) Vives en el pecado, en la vergüenza. Entras a escena con la deshonra como en una comedia de capa y espada. Tu madre decide. Te limitas a obedecer. Asientes sin réplica. Careces de recursos.

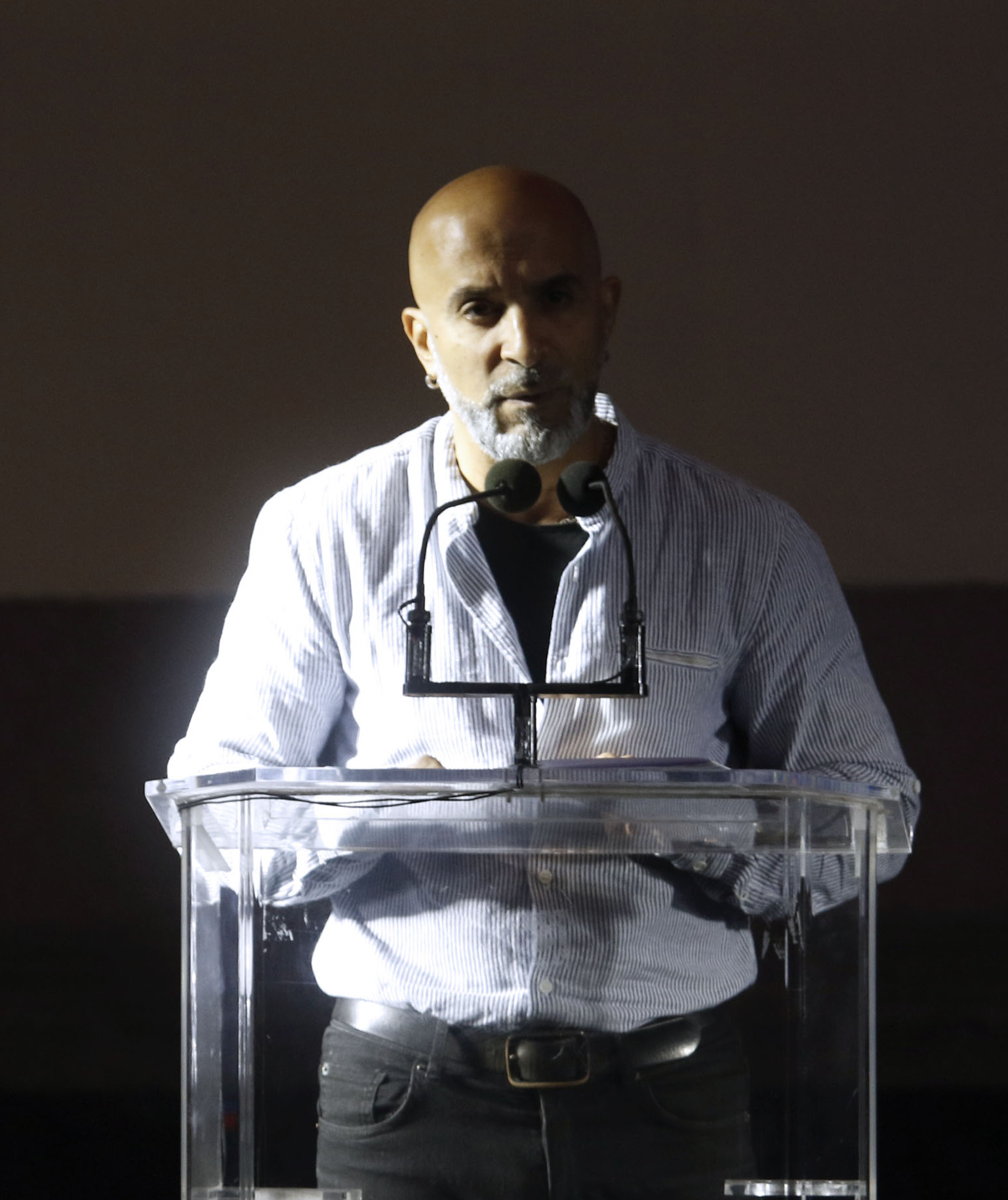
Nelson Simón, autor del libro de poesía A la sombra de los muchachos en flor (2001)

El 2001 también fue el año de publicación del poemario A la sombra de los muchachos en flor, de Nelson Simón, que explorael mundo homosexual en el contexto cultural cubano a través de la poesía.
En 2003, Jorge Ángel Pérez publicó la novela Fumando espero, que sigue la vida del escritor Virgilio Piñera durante su paso por Argentina. La obra, que resultó finalista del Premio Rómulo Gallegos, cuenta en estilo picaresco las andanzas y reflexiones de Piñera, en una narración que enfatiza el aspecto homoerótico de la historia, la intertextualidad y la sexualidad disidente del protagonista, que hereda elementos de personajes de obras como El lugar sin límites (1966), de José Donoso, o la misma Cobra (1972), de Severo Sarduy.
Otras obras narrativas destacadas de principios de siglo incluyen el cuento «Fátima o el parque de la fraternidad», con el que Miguel Barnet ganó el Premio Juan Rulfo en 2006, y que narra la historia de una persona que se siente identificada como mujer, pero que nació en el cuerpo de un hombre bajo el nombre de Manolo, por lo que se traviste y vive angustiada, a la vez que es explotada por su novio.
Del lado del teatro, han sobresalido autores como Abel González Melo, que ha abordado la homosexualidad en Cuba en su trilogía Fuga de Invierno (2004–2009) y en obras individuales como En ningún lugar del mundo. Chamaco (2004), la primera pieza de Fuga de Invierno, fue inspirada por las experiencias personales de González cuando empezó a relacionarse con hombres cisgénero que desdicaban a la prostitución fuera del Capitolio de La Habana.